# Tadej Valjavec
Tadej Valjavec (né le 13 avril 1977 à Kranj en République socialiste de Slovénie), est un coureur cycliste slovène. Il passe professionnel en 2000 au sein de l'équipe cycliste Fassa Bortolo. Anciennement membre de l'équipe Lampre-Fondital, il évolue par la suite dans l'équipe française AG2R La Mondiale, avant d'être suspendu deux ans pour dopage. 

## Carrière
Bon grimpeur, il brille en particulier dans les courses par étapes d'une semaine. Il a également été deux fois neuvième du Tour d'Italie (2004 et 2009) et deux fois champion de Slovénie sur route (2003 et 2007). Le 3 mai 2010, l'Union cycliste internationale demande l'ouverture d'une procédure disciplinaire à son encontre « pour violation apparente du Règlement Antidopage, sur la base des informations apportées par le profil sanguin inclus dans son passeport biologique ». Il est blanchi par le comité olympique slovène (OCS), mais il n'est pas conservé par Ag2r. Le 22 avril 2011, le Tribunal arbitral du sport, saisi en appel par l'Union cycliste internationale, annule la décision de l'OCS et prononce à l'encontre de Valjavec une suspension de deux ans commençant le 20 janvier 2011. Ses résultats obtenus entre le 19 avril et le 30 septembre 2009 sont annulés.
À 40 ans, il reprend la compétition en mars 2018, au sein de l'équipe amateure KK Kranj. Son fils Erazem est lui aussi coureur cycliste.

## Palmarès

### Coureur amateur
- 1994
  - Tour de Toscane juniors
  - Giro di Basilicata
  - 8e du championnat du monde sur route juniors
- 1995
  - Giro di Basilicata
- 1996
  - Tour de Kärnten
- 1998
  - 3e du Grand Prix Kranj
- 1999
  - Tour d'Italie espoirs
  - Grand Prix de la Tomate
  - 2e du Tour de Slovénie

### Coureur professionnel
| - 2000 - 3e du Grand Prix du Midi libre - 2002 - Semaine cycliste lombarde - 10e du Tour de Suisse - 2003 - Champion de Slovénie sur route - 2004 - 4e du Tour de Romandie - 9e du Tour d'Italie - 2005 - 6e du Tour d'Allemagne - 9e du Tour de Suisse - 10e du Tour de Romandie | - 2007 - Champion de Slovénie sur route - 2e du Tour de la Communauté valencienne - 4e de Paris-Nice - 7e du Tour du Pays basque - 9e du Critérium du Dauphiné libéré - 10e de la Flèche wallonne - 2008 - 9e du Tour de France - 2011 - 2e du Cinturón a Mallorca |  |

## Résultats sur les grands tours

### Tour de France
3 participations
- 2006 : 17e
- 2007 : 19e
- 2008 : 9e

### Tour d'Italie
6 participations
- 2001 : 30e
- 2004 : 9e
- 2005 : 15e
- 2006 : 34e
- 2008 : 13e
- 2009 : 9e, disqualifié en 2011

### Tour d'Espagne
3 participations
- 2002 : 18e
- 2004 : 26e
- 2009 : 30e, disqualifié en 2011

## Classements mondiaux
| Année                  | 2005 | 2006 | 2007 | 2008 | 2009 | 2010 | 2011 | 2012 | 2013 |
| ---------------------- | ---- | ---- | ---- | ---- | ---- | ---- | ---- | ---- | ---- |
| Classement ProTour     | 68e  | 156e | 39e  |      |      |      |      |      |      |
| Calendrier mondial UCI |      |      |      |      | 65e  |      |      |      |      |
| UCI Europe Tour        |      |      |      |      |      |      |      |      | 301e |